# Митарства

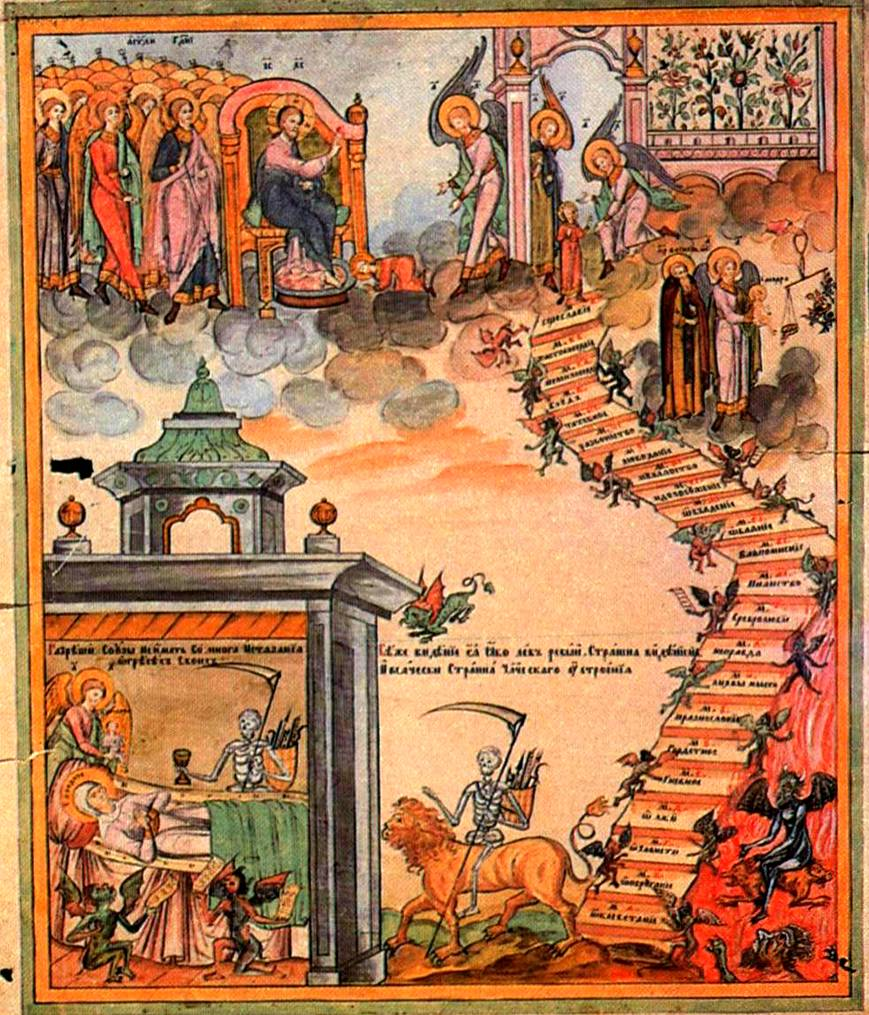
Смерть святої Феодори і видіння митарств душі (народний образ, XIX століття)

Мита́рства — в православній церкві перешкоди, через котрі повинна пройти кожна душа на шляху до Божого престолу для приватного суду.
По цьому шляху душу ведуть два ангели. Кожним з митарств, яких нараховується загалом 20, керують біси — нечисті духи, які намагаються забрати душу до пекла. Біси пред'являють список гріхів, що стосуються даного митарства (список брехні на митарстві брехні тощо), а ангели — добрі діла, звершені душею при житті. У випадку, коли добрі діла переважають злі — душа проходить до наступного випробовування. Якщо кількість злих діл перевершує добрі, і ангелам нічого пред'явити для оправдання душі, біси виносять душу до пекла. Коли ж ангели представлять добрі діла для оправдання душі а злі духи пригадають стільки ж гріхів до її осуду та буде рівновага, тоді перемагає Божа любов до людини. Тим самим милосердям Божим доповнюється інколи нестача добрих діл проти переважаючої кількості злих. Список добрих діл ведеться ангелом-хоронителем, який дається кожній людині при хрещенні, список гріхів веде біс, що посилається сатаною до кожної душі для того, щоби сприяти гріхопадінням.

## Вчення про митарства
Вчення про митарства не є догматичним і, за словами ієромонаха Серафима Роуза, відносяться, скоріш, до традиції православного благочестя.

«Це метафора, яку східні Отці врахували за належну для опису реальності, з якою душа зустрічається після смерті. Усім також очевидно, що деякі елементи в описах цих митарств метафоричні чи переносні. Проте самі ці історії — не алегорії і не вигадки, а правдиві розповіді про особистий досвід, викладені на найзручнішій для оповідальника мові».

Вчення про митарства є частиною аскетичного вчення і говорить про остаточну і вирішальну стадію «невидимої брані», яку християнин веде на землі, коли біси, що спокушали його все життя і на його кінці звершують свій останній напад, але мають владу тільки над тими, хто при житті недостатньо подвизався у невидимій брані.
Вчення про посмертні митарства душі містяться у творах церковних письменників IV—V століть — Івана Золотоустого, Єфрема Сирина, Макарія Великого, Кирила Александрійського та ін. В російській церкві вчення про митарства детально розглядали й захищали Ігнатій Брянчанінов, Феофан Затворник, митрополит Макарій Московський, Йоан Кронштадтський, Йоан Максимович, Михайло Помазанський та багато інших вчителів і богословів. Найбільший наголос робився на нього в Сербській церкві, де воно займає шановне місце у третьому томі «Догматичного богослів'я» Юстина Поповича.
Згадки й розповіді про митарства трапляються:
- в церковних богослужіннях,
- в аскетичних творах святих Отців і
- в житіях святих.

## Митарства святої Феодори
Найвідомішою розповіддю про посмертні митарства є видіння учня Василія Нового преподобного Григорія про митарства преподобної Феодори, описане в складі житія преподобного Василія. Цей твір був відомий на Русі починаючи з XI-XII століття століть і мав величезний вплив на древньоруську літературу, образотворче мистецтво та фольклор. Проте саме оповідання, на думку, наприклад, диякона Андрія Кураєва, є дуже сумнівним за своїм походженням та змістом і містить ряд догматичних помилок.

### Порядок митарств
1. Митарство марнословства
Безрозсудні розмови, безчинні пісні, надмірний сміх, регіт.
2. Митарство брехні
Безрозсудні розмови, безчинні пісні, надмірний сміх, регіт.
3. Митарство осуду і наклепу
Грішників, винних у гріху осуду, мучать як супротивників Христа, які перейняли Його право суду над іншими.
4. Митарство черевоугодництва (обжерливості)
Грішники, які не додержувалися одноденних (в середу і п’ятницю протягом усього року та в деякі інші дні) і багатоденних постів.
5. Митарство лінивства
Дармоїди, працівники які брали платню та не трудилися.
6. Митарство злодійства та крадежу
7. Митарство грошолюбства та скупості
8. Митарство лихоїмства (неправедних здобутків)
Лихварство (надання позик на дуже невигідних для позичальника умовах), підкуп, хабарництво.
9. Митарство неправди
Неправедні судді, які задля власної вигоди виправдовують винних і засуджують невинних, люди які не дають найманим працівникам встановленої заробітної плати.
10. Митарство заздрості
11. Митарство гордості
12. Митарство гніву та люті
13. Митарство злопам'ятності
Відчуття злоби до людей, непрощення провин.
14. Митарство вбивства
Хто давав дозвіл або робив аборти, евтаназію.
15. Митарство чаклування, закликання бісів
16. Митарство блуду 
Блудні мрії, помисли, розумове насолодження в цьому, порочне чуття дотику, пристрасні дотики, невінчане подружжя.
17.Митарство перелюбу 
Шлюбна невірність, занечищення свого ложа блудом, насилля та ґвалтування.
18. Митарство содомських гріхів
Кровозмішення, рукоблудство (мастурбація), уподібнення худобі, протиприродні статеві стосунки.
19. Митарство єресей
Неправедні мудрування про віру, відступництво від православного сповідання.
20. Митарство немилосердя і жорстокосердя
Відмова в милостині, жорстокосердя до тих, хто потребує.
Душа людини, що згрішила, проте розкаялася і покаялася у даному гріху, на митарстві в цьому гріху не випробовується. На митарствах у звинувачення душі пред'являються невідпущені, забуті гріхи, вчинки, про гріховність яких людина не знала.
Пройти митарства св. Феодорі допоміг св. Василій Новий, який дав святим ангелам мішок золотих монет — скарбів своїх молитов до Бога — для відкуплення від бісів, оскільки св. Феодора доглядала та дбала за нього в його старості.
Після проходження усіх митарств, на третій день по відлученні душі від тіла, душа святої Феодори предстала і поклонилася перед Божим престолом неприступної слави, оточеним серафимами, херувимами та безчисленними небесними воїнствами. По цьому св. Феодорі протягом 6 днів були показані райські обителі святих апостолів, пророків, мучеників та угодників. Згодом, на 9-й день після смерті, душа була вдруге приведена для поклоніння Богові. Після цього протягом тридцяти одного дня душа водилася по пеклі, де їй були показані страшні муки грішників. На сороковий день святі ангели провели св. Феодору до обителі її преподобного отця Василія в Раю, де їй, як і всякій людині, що пройшла митарства і приватний суд, належиться бути до дня Страшного Суду, який відбудеться за Другого пришестя Господа нашого Ісуса Христа.